# 最も多く翻訳された著作物の一覧
最も多く翻訳された著作物の一覧（もっともおおくほんやくされたちょさくぶつのいちらん）は、翻訳済みの言語数で分類された文学作品（小説、演劇、シリーズもの、詩集、短編小説、随筆、その他ノンフィクション文学）の一覧である。
| 表題                                            | 著者                                                 | 発行年(西暦年）      | 言語数                                                                                  | 原語                                       |
| ----------------------------------------------- | ---------------------------------------------------- | -------------------- | --------------------------------------------------------------------------------------- | ------------------------------------------ |
| 『聖書』                                        | Authorship of the Bible参照                          | Dating the Bible参照 | 3000(少なくとも1つの書の刊行) 1,275 (新約聖書) 518 (新旧両方の全訳聖書、初期正典を含む) | ヘブライ語、 アラム語、 ギリシャ語コイネー |
| 『星の王子さま』                                | アントワーヌ・ド・サン＝テグジュペリ                 | 1943                 | 253                                                                                     | フランス語                                 |
| 『ピノッキオの冒険』                            | カルロ・コッローディ                                 | 1883                 | 240                                                                                     | イタリア語                                 |
| 『天路歴程』                                    | ジョン・バニヤン                                     | 1678                 | 200                                                                                     | 英語                                       |
| 『不思議の国のアリス』                          | ルイス・キャロル                                     | 1865                 | 174                                                                                     | 英語                                       |
| 『童話作品集』                                  | ハンス・クリスチャン・アンデルセン                   | 1835–1852            | 153                                                                                     | デンマーク語                               |
| 『海底二万里』                                  | ジュール・ヴェルヌ                                   | 1870                 | 148                                                                                     | フランス語                                 |
| 『今日をどう生きるか―キリストへの道』           | エレン・グールド・ホワイト                           | 1892                 | 135, 140以上                                                                            | 英語                                       |
| 『アステリックスの冒険』                        | ルネ・ゴッシニイ 、 アルベール・ユデルゾ             | 1959–2010            | 112                                                                                     | フランス語                                 |
| 『偉大な教え手から学ぶ』                        | ものみの塔聖書冊子協会                               | 2003                 | 100以上                                                                                 | 英語                                       |
| 『タンタンの冒険旅行』                          | エルジェ                                             | 1929–1976            | 96                                                                                      | フランス語                                 |
| 『キリストに倣いて』                            | トマス・ア・ケンピス                                 | 約1418               | 95                                                                                      | ラテン語                                   |
| 『モルモン書』                                  | モルモン書の起源参照                                 | 1830                 | 82 (全訳) 25 (部分訳)                                                                   | 英語                                       |
| 『しあわせへの道』                              | L・ロン・ハバード                                    | 1980                 | 70以上 (48ページの小冊子)                                                               | 英語                                       |
| 『アルケミスト - 夢を旅した少年』               | パウロ・コエーリョ                                   | 1988                 | 67                                                                                      | ポルトガル語                               |
| 『ハリー・ポッターシリーズ』                    | J・K・ローリング                                     | 1997                 | 67                                                                                      | 英語                                       |
| 『ハックルベリー・フィンの冒険』                | マーク・トウェイン                                   | 1885                 | 65                                                                                      | 英語                                       |
| 『長くつ下のピッピ』                            | アストリッド・リンドグレーン                         | 1945                 | 64 （アストリッドのシリーズ本は38言語を超えている）                                     | スウェーデン語                             |
| 『カレワラ』                                    | エリアス・リョンロート (編纂者)                      | 1835/1849            | 61                                                                                      | フィンランド語                             |
| 『わたしの名は紅』                              | オルハン・パムク                                     | 1998                 | 60                                                                                      | トルコ語                                   |
| 『シャーロック・ホームズシリーズ』              | アーサー・コナン・ドイル                             | 1887                 | 60                                                                                      | 英語                                       |
| 『アンネの日記』                                | アンネ・フランク                                     | 1947                 | 60                                                                                      | オランダ語                                 |
| 『十字架のことば』                              | イ・ジェロク                                         | 2002                 | 57                                                                                      | 韓国語                                     |
| 『兵士シュヴェイクの冒険』                      | ヤロスラフ・ハシェク                                 | 1923                 | 54                                                                                      | チェコ語                                   |
| 『ソフィーの世界』                              | ヨースタイン・ゴルデル                               | 1991                 | 53                                                                                      | ノルウェー語                               |
| 『クルアーン』                                  | Origin and development of the Qur'an参照             | 650                  | 50 (全訳), 114 (部分訳)                                                                 | 古代アラビア語                             |
| 『クォ・ヴァディス』                            | ヘンリク・シェンキェヴィチ                           | 1895                 | 50以上                                                                                  | ポーランド語                               |
| 『崩れゆく絆―アフリカの悲劇的叙事詩』           | チヌア・アチェベ                                     | 1958                 | 50                                                                                      | 英語                                       |
| 『アルプスの少女ハイジ』                        | ヨハンナ・シュピリ                                   | 1880                 | 50                                                                                      | ドイツ語                                   |
| 『ドン・キホーテ』                              | ミゲル・デ・セルバンテス                             | 1615                 | 48                                                                                      | スペイン語                                 |
| 『サン・ミケーレ物語』                          | アクセル・ムンテ                                     | 1929                 | 45以上                                                                                  | 英語                                       |
| 『異邦人』                                      | アルベール・カミュ                                   | 1942                 | 45                                                                                      | フランス語                                 |
| 『はらぺこあおむし』                            | エリック・カール                                     | 1969                 | 62                                                                                      | 英語                                       |
| 『ダ・ヴィンチ・コード』                        | ダン・ブラウン                                       | 2003                 | 44                                                                                      | 英語                                       |
| 『ムーミン』                                    | トーベ・ヤンソン                                     | 1945                 | 43                                                                                      | スウェーデン語                             |
| 『君のためなら千回でも』                        | カーレド・ホッセイニ                                 | 2003                 | 42                                                                                      | 英語                                       |
| 『グレート・ギャツビー』                        | F・スコット・フィッツジェラルド                      | 1925                 | 42                                                                                      | 英語                                       |
| 『くまのパディントン』                          | マイケル・ボンド                                     | 1958                 | 40                                                                                      | 英語                                       |
| 『ミッフィー（うさこちゃん）シリーズ』          | ディック・ブルーナ                                   | 1955                 | 40                                                                                      | オランダ語                                 |
| 『人間の悲劇』                                  | マダーチュ・イムレ                                   | 1861                 | 40                                                                                      | ハンガリー語                               |
| 『ティルックラル―古代タミルの箴言集』           | ティルヴァッルヴァル                                 | 5-6世紀              | 37                                                                                      | タミル語                                   |
| 『ホビットの冒険』                              | J・R・R・トールキン                                  | 1937                 | 40                                                                                      | 英語                                       |
| 『パスクアル・ドゥアルテの家族』                | カミーロ・ホセ・セラ                                 | 1942                 | 39                                                                                      | スペイン語                                 |
| 『死者の軍隊の将軍』                            | イスマイル・カダレ                                   | 2003                 | 37                                                                                      | アルバニア語                               |
| 『冷たい肌』                                    | アルベール・サンチェス・ピニョル                     | 2002                 | 37                                                                                      | カタルーニャ語                             |
| 『香水 ある人殺しの物語』                       | パトリック・ジュースキント                           | 1985                 | 37                                                                                      | ドイツ語                                   |
| 『赤毛のアン』                                  | L・M・モンゴメリ                                     | 1908                 | 36                                                                                      | 英語                                       |
| 『ノルウェイの森』                              | 村上春樹                                             | 1987                 | 36                                                                                      | 日本語                                     |
| 『私の人生、私の信仰 1』                        | イ・ジェロク                                         | 2006                 | 35                                                                                      | 韓国語                                     |
| 『百年の孤独』                                  | ガブリエル・ガルシア＝マルケス                       | 1967                 | 35以上                                                                                  | スペイン語                                 |
| 『ヤバい経済学―悪ガキ教授が世の裏側を探検する』 | スティーヴン・レヴィット、 スティーヴン・J・ダブナー | 2005                 | 35                                                                                      | 英語                                       |
| 『スーキー・スタックハウスシリーズ』            | シャーレイン・ハリス                                 | 2001                 | 35                                                                                      | 英語                                       |
| 『ピーターラビットのおはなし』                  | ビアトリクス・ポター                                 | 1902                 | 35                                                                                      | 英語                                       |
| 『窓ぎわのトットちゃん』                        | 黒柳徹子                                             | 1981                 | 35                                                                                      | 日本語                                     |
| 『ダイヤモンド広場』                            | マルセ・ルドゥレーダ                                 | 1962                 | 34                                                                                      | カタルーニャ語                             |
| 『レフトビハインド』                            | ティム・ラヘイ、ジェリー・ジェンキンズ               | 1995                 | 34                                                                                      | 英語                                       |
| 『さとりをひらくと人生はシンプルで楽になる』    | エックハルト・トール                                 | 1997                 | 33以上                                                                                  | 英語                                       |
| 『エンダーのゲーム』                            | オースン・スコット・カード                           | 1985                 | 33 .                                                                                    | 英語                                       |
| 『グースバンプス』                              | R・L・スタイン                                       | 1992                 | 32                                                                                      | 英語                                       |
| 『アレクサンドロス大戦記』                      | ヴァレリオ・マッシモ・マンフレディ                   | 1998                 | 32                                                                                      | イタリア語                                 |
| 『風と共に去りぬ』                              | マーガレット・ミッチェル                             | 1936                 | 32                                                                                      | 英語                                       |
| 『ART（アート）』                               | ヤスミナ・レザ                                       | 1994                 | 30                                                                                      | フランス語                                 |
| 『スパイダーウィック家の謎』                    | トニー・ディテルリッジ、ホリー・ブラック             | 2003                 | 30                                                                                      | 英語                                       |
| 『源氏物語』                                    | 紫式部                                               | 1001                 | 30                                                                                      | 日本語                                     |
| 『ミレニアム』                                  | スティーグ・ラーソン                                 | 2005                 | 30                                                                                      | スウェーデン語                             |
| 『No.1レディーズ探偵社』                        | アレグザンダー・マコール・スミス                     | 1998                 | 30                                                                                      | 英語                                       |
| 『大聖堂』                                      | ケン・フォレット                                     | 1989                 | 30                                                                                      | 英語                                       |
| 『フェルメールの暗号』                          | ブルー・バリエット                                   | 2003                 | 30                                                                                      | 英語                                       |
| 『ブッデンブローク家の人々』                    | トーマス・マン                                       | 1901                 | 30                                                                                      | ドイツ語                                   |
| 『軛の下で』                                    | イヴァン・ヴァゾフ                                   | 1893                 | 30                                                                                      | ブルガリア語                               |
| 『グローバル資本主義の防衛』                    | ヨハン・ノルベリ                                     | 2001                 | 28                                                                                      | スウェーデン語                             |